# 駱毓芬
駱毓芬 （Lo, Yu-Fen ，出生1974年—），台灣新銳工業設計師，現任品研生活美學有限公司創意總監。

## 生平
駱毓芬於1974年出生。1999年畢業於實踐大學工業產品設計系。畢業後，進入3C產業，在十年中曾任台灣飛利浦、燦坤、明基、華碩、神達電腦的3C產品設計師，在這十年中曾得過五次iF產品設計獎、紅點設計大獎等。
2007年起參與台灣工藝中心「工藝時尚」計畫後，在台灣竹藝產業中，與地方工藝家結合她的設計，讓傳統竹編工藝增加了設計美感，也讓她找回對設計的初衷，而在2010年辭去產品設計師的工作，開始創立品牌「CUCKOO（咕谷）」，以女性觀點出發設計生活創意用品，但最後與投資人理念不合而結束合作，面臨經濟的困窘而進入低潮。後來在學校兼課維持經濟，也持續與地方工藝家合作，並遇到第二位投資人，加上2010年文化部補助，在2011年創立第二個品牌「品研選（pin-collection）」。
直到2014年在巴黎家具家飾展（Maison & Objet Paris），以作品《蓬蓬裙椅》獲得2014亞洲新銳設計師獎（Rising Asian Talents），終於開始打開知名度。
除了創業之外，駱毓芬也致力於推廣觀光與產品的創意結合，並進行設計人才培訓。2012年開始擔任南台科技大學創新產品設計系助理教授。2015擔任藝手匠心設計導師及策劃總監。2016擔任中國美術學院特聘專業休閒家居工作營講師、浙江大學EMBA文化創意品牌總裁高級研修班講師及法蘭克福東方文化元素國際特展獨立策展人。她曾向媒體表示最大夢想是成立「台灣民藝事務所」，為民藝找出商轉市場。2017獲得華特迪士尼首位華人特殊授權創作者。

## 註腳
1. ↑  【女力設計】像台灣竹充滿「韌性」的女設計師，專訪駱毓芬 （页面存档备份，存于），明日誌。
2. ↑  .   [2018-06-15]. （原始内容存档于2018-06-15） （英语）. （页面存档备份，存于）
3. ↑  傻氣設計師 文創女力 棄百萬年薪 熬4年奪國際大獎 （页面存档备份，存于），蘋果日報。
4. 1 2  廣編企劃. . 周商. 2016  [2017-03-11]. （原始内容存档于2017-08-09）. （页面存档备份，存于）
5. ↑  劉嫈楓. . 台灣光華雜誌. 2015  [2017-03-11]. （原始内容存档于2017-03-12）. （页面存档备份，存于）

## 外部連結
- Artwork 駱毓芬作品